# Зорька наина
Зорька наина (лат. Euchloe naina) — вид дневных бабочек семейства белянок (Pieridae). Может рассматриваться подвидом Euchloe ochracea.

## Описание
Длина переднего крыла 17—24 мм. Крылья на верхней стороне белого цвета, у самки — со выраженной примесью тёмных чешуек. На передних крыльях имеется чёрное изогнутое срединное пятно и тёмно-серого цвета поле у вершины крыла, несущее на себе белые пятна. Нижняя сторона задних крыльев грязно-зелёного цвета с отдельными белыми пятнами.
Гусеница зелёного цвета с чёрными точками различной величины и двумя продольными желтоватыми полосками по бокам. Куколка светло-коричневого цвета, с тёмной линией вдоль спины и сильно заостренным головным концом.

## Ареал
Север Средней Сибири, Якутия, Магаданская область, Камчатка, Буреинский хребет, Алтай, Саяны, горы Восточного Казахстана, Монголия.

## Биология
Бабочки населяют горные луга, остепненные склоны южных экспозиций, тундры с участием разнотравья и редкостойные лиственничники. Развивается в одном поколении за год. Время лёта: июнь — середина июля. Кормовые растения гусениц — различные крестоцветные: Descurainia, Sisymbrium. Зимует куколка.